# Джерелейко Роман Васильович
Рома́н Васи́льович Джереле́йко (нар. 4 листопада 1988 — 19 липня 2019) — солдат Збройних сил України, учасник російсько-української війни.

## Життєпис
Народився 1988 року в місті Волочиську (Хмельницька область). Там створив сім'ю і проживав.
15 серпня 2016-го вступив на військову службу за контрактом; солдат, гранатометник 2-го мотопіхотного взводу 2-ї роти батальйону «Воля». У 2018-му воював поблизу Горлівки. 5 квітня 2019 року вчергове підписав контракт.
19 липня 2019-го увечері при проведенні інженерних робіт з обладнання бліндажу (риття окопу) поблизу Мар'їнки зазнав важкого поранення кулею снайпера та втратив багато крові. Медик із сусідньої позиції прибув учасно та кваліфіковано надав першу медичну допомогу. Туди ж швидко прибули командир роти лейтенант Роман Якимів і командир взводу старшина Олександр Бардалим. Вони почали здійснювати евакуацію Романа; приблизно за 15 метрів від укриття, під час закріплення на ношах важкопораненого, снайпер поцілив удруге. Командир взводу Олександр Бардалим від поранення в бік та руку помер на позиції. Під обстрілом вдалося евакуювати важкопораненого солдата; Роман помер у лікарні Курахового, незважаючи на всі зусилля медиків.
22 липня 2019 року похований у Волочиську; відбулосся прощання на центральній площі міста, попрощатися з Героєм прийшли тисячі людей.
Без Романа лишилися батьки, брат (також учасник війни — у складі 24-ї бригади), дружина та син Данило 2012 р.н.

## Нагороди та вшанування
- Указом Президента України № 804/2019 від 5 листопада 2019 року за «особисту мужність і самовідданість, виявлені під час бойових дій, зразкове виконання військового обов'язку» нагороджений орденом «За мужність» III ступеня[4].